# Eremogone cliftonii
Eremogone cliftonii là loài thực vật có hoa thuộc họ Cẩm chướng. Loài này được Rabeler & R.L.Hartm. mô tả khoa học đầu tiên năm 2007.